# لوكوسيدين بانتون - فالانتين

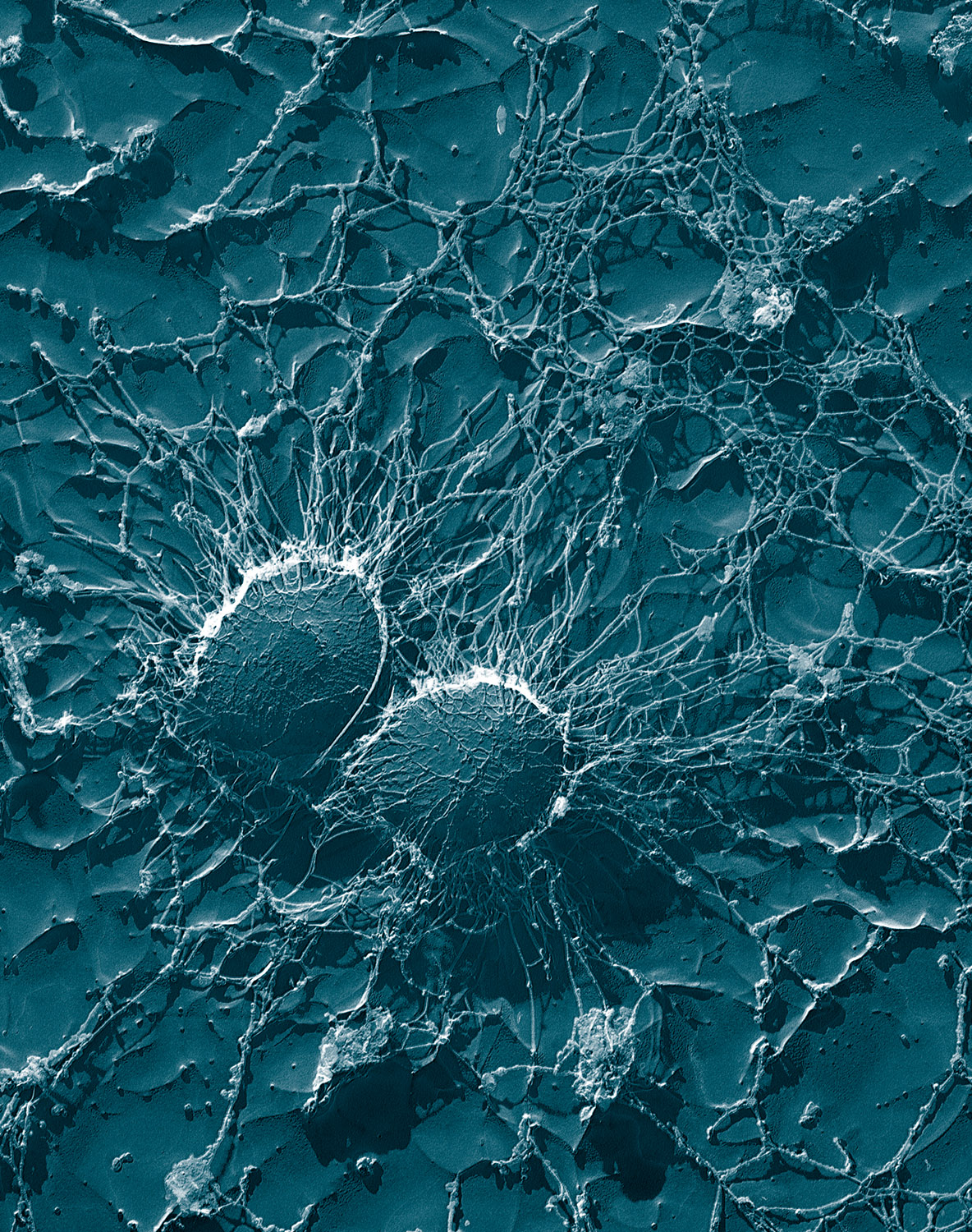
صورةٌ مجهرية لخلايا بكتيريا المكورة العنقودية الذهبية بتكبيرٍ مقداره 50,000 مرة تقريبًا.

لوكوسيدين بانتون - فالانتين(PVL) هو سم خلوي - أحد السموم المكونة للمسام β. يرتبط وجود PVL بزيادة ضراوة سلالات معينة (عزلات) من المكورات العنقودية الذهبية. وهو موجود في غالبية المجتمع- تمت دراسة العزلات المصاحبة للمكورات العنقودية الذهبية المقاومة للميثيسيلين (CA-MRSA) وهي سبب الآفات النخرية التي تصيب الجلد أو الغشاء المخاطي، بما في ذلكالالتهاب الرئوي الناخر. ينتج PVL مسام في أغشية الخلايا المصابة. العاثية التي تصيب المكورات العنقودية الذهبية، مما يجعلها أكثر ضراوة.

## التاريخ
تم اكتشافه في البداية بواسطة فان دي فيلدي في عام 1894 نظرًا لقدرته على تحليل الكريات البيض. سمي على اسم السير فيليب نويل بانتون وفرانسيس فالنتين عندما ارتبطا مع التهابات الأنسجة الرخوة في عام 1932.

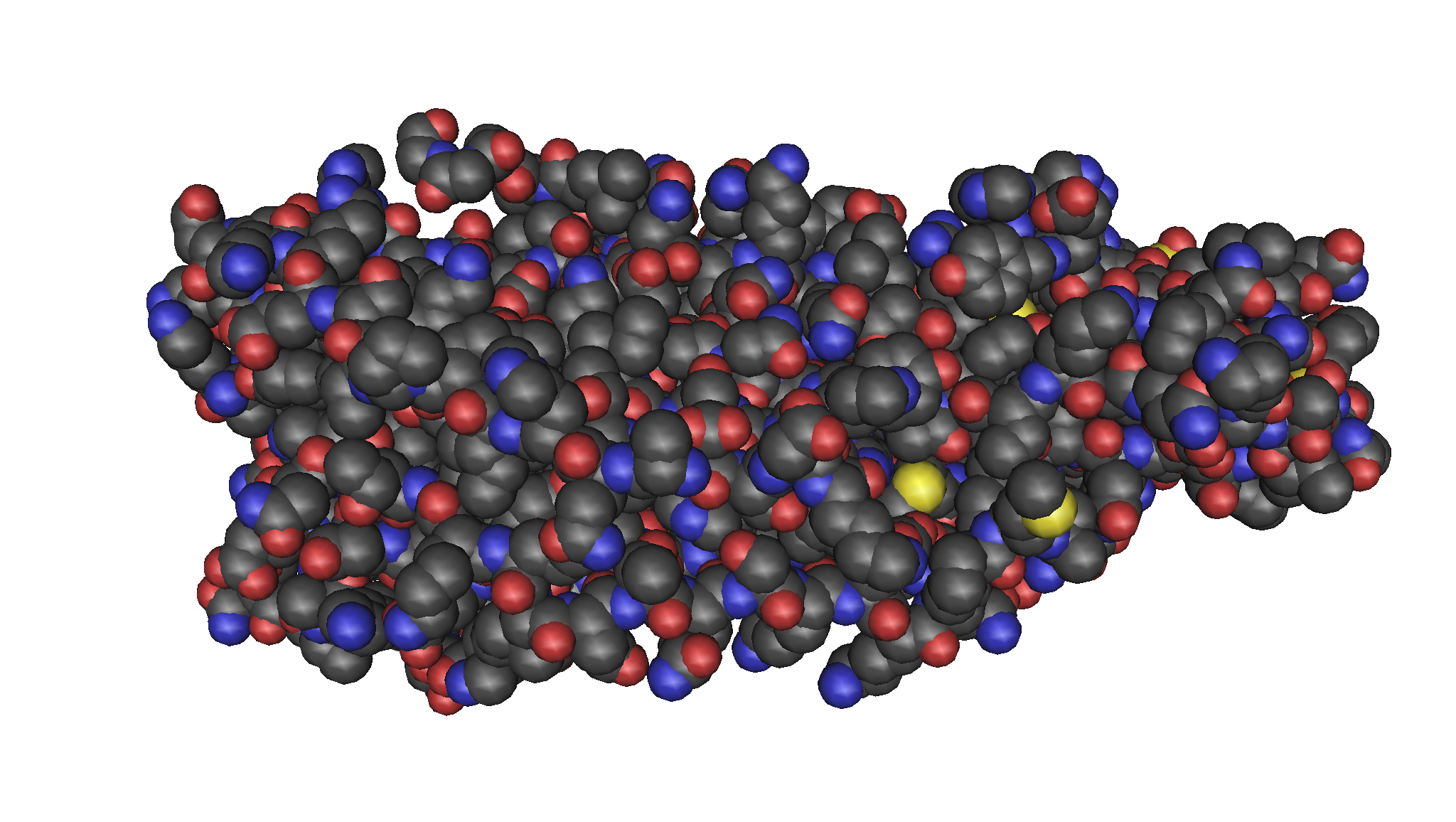
هيكل مكون Panton-Valentine Leucocidin F من Staphylococcus Aureus

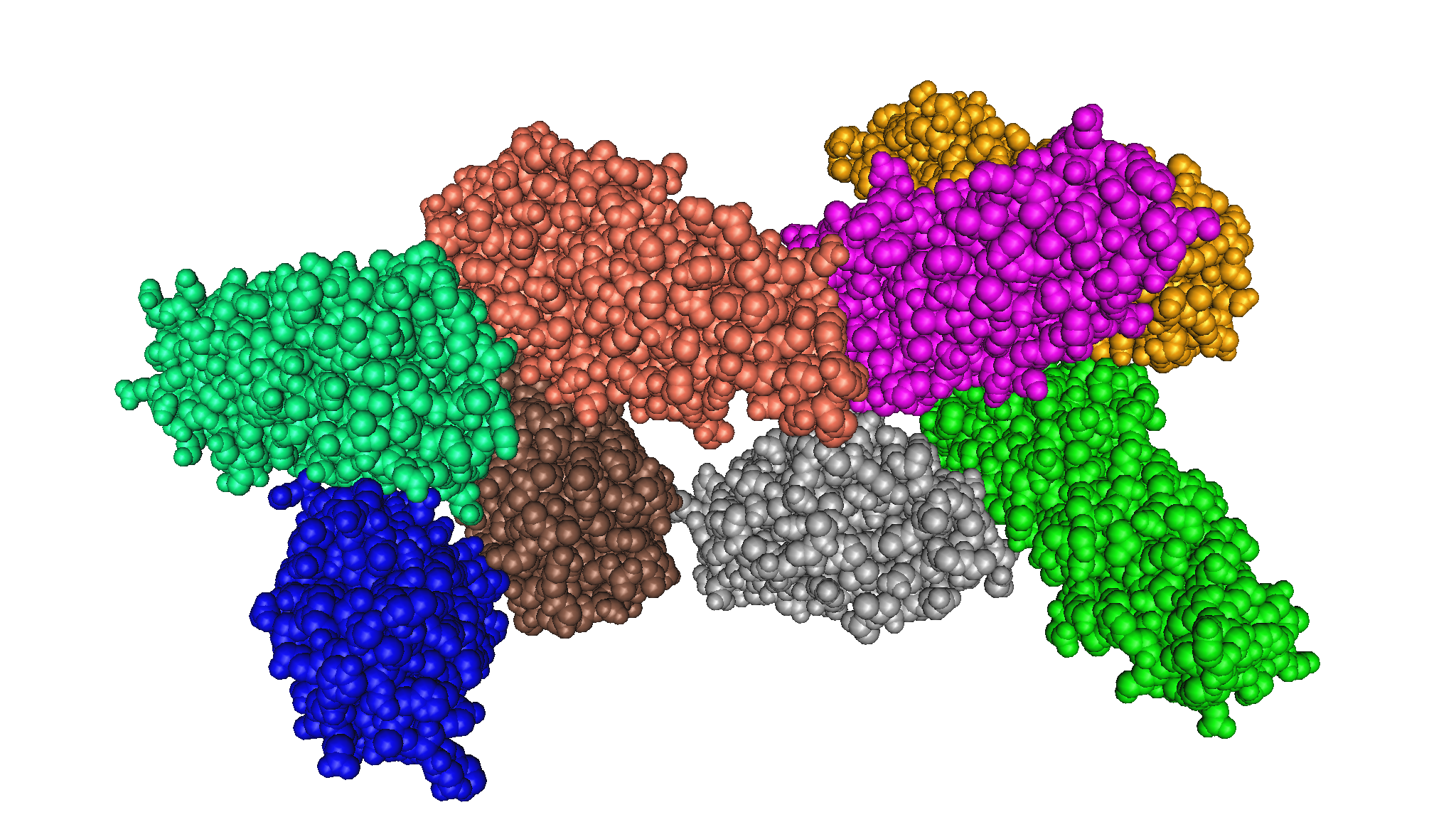
مكون Panton-Valentine Leucocidin S من Staphylococcus Aureus 1T5R

## آلية العمل
تشكل السموم الخارجية مثل PVL مكونات أساسية لآليات الفوعة للمكورات العنقودية الذهبية. تفرز جميع السلالات تقريبًا عوامل قاتلة تحول أنسجة العائل إلى مغذيات مطلوبة لنمو البكتيريا.
PVL هو عضو في عائلة السموم المتآزرة التي تحفز المسام في أغشية الخلايا. يتم ترميز عامل PVL في نفاثة - تسمى Φ-PVL - وهي عبارة عن فيروس مدمج في الكروموسوم البكتيري S aureus. 34 كيلو دالتون في الحجم. تم حل هياكل كلا البروتينين في الأشكال القابلة للذوبان، وهي موجودة في بنك بيانات البروتينات كرموز معرف 1t5r و 1pvl على التوالي.
تعمل LukS-PV و LukF-PV معًا كوحدات فرعية ، تتجمع في غشاء خلايا الدفاع للمضيف، على وجه الخصوص، خلايا الدم البيضاء، الخلايا وحيدة النواة ، و الخلايا البلعمية الكبيرة . تتلاءم الوحدات الفرعية معًا وتشكل حلقة ذات مسام مركزية تتسرب من خلالها محتويات الخلية وتعمل كمستضد فوقي. يساهم مؤلفون آخرون في الاستجابة التفاضلية للأنواع الفرعية من MRSA إلى الببتيدات القابلة للذوبان في الفينول (PSM) وليس إلى PVL.

## التأثيرات السريرية
يسبب PVL تدمير الكريات البيضاء والالتهاب الرئوي الناخر، وهي حالة عدوانية يمكن أن تقتل ما يصل إلى 75 ٪ من المرضى.  بمقارنة حالات الالتهاب الرئوي الناخر بالمكورات العنقودية ، كانت 85٪ من الحالات المكتسبة من المجتمع (CAP) إيجابية PVL ، بينما لم تكن أي من الحالات المكتسبة من المستشفى كذلك. أصاب CAP المرضى الأصغر سنًا والأكثر صحة ومع ذلك كانت النتيجة أسوأ (أكثر من 40٪ وفيات) وقد لعب دورًا في عدد من حالات تفشي العدوى البكتيرية القاتلة. قد يزيد PVL من التعبير عن بروتين المكورات العنقودية A ، وهو عامل رئيسي مؤدي للالتهابات الرئوية.

## علم الأوبئة
لوكوسيدين بانتون - فالانتين(PVL) هو واحد من العديد من السموم المرتبطة بعدوى S. aureus . نظرًا لأنه يمكن العثور عليها في جميع سلالات المكورات العنقودية الذهبية المقاومة للميثيسيلين التي تسبب التهابات الأنسجة الرخوة، فقد وُصفت منذ فترة طويلة بأنها عامل ضراوة رئيسي ، مما يسمح للبكتيريا باستهداف وقتل خلايا الدم البيضاء المحددة المعروفة باسم الخلايا المتعادلة . تم تحدي هذا الرأي ، مع ذلك ، عندما تبين أن إزالة PVL من سلالتي CA-MRSA الوبائيتين الرئيسيتين لم تؤد إلى فقدان العدوى أو تدمير الخلايا المتعادلة في نموذج الفئران.
يظهر التحليل الجيني أن PVL CA-MRSA قد ظهر عدة مرات ، في قارات مختلفة ، بدلاً من كونه انتشارًا عالميًا لنسخة واحدة.

## روابط خارجية
- Panton-Valentine+leukocidin في المكتبة الوطنية الأمريكية للطب نظام فهرسة المواضيع الطبية (MeSH).